# Lamar Advertising Company
Lamar Advertising Company est une entreprise américaine qui fait partie de l'indice NASDAQ-100.